# Jean-Marie Détrin
Jean-Marie Détrin ist ein ehemaliger belgischer Autorennfahrer.

## Karriere als Rennfahrer
Jean-Marie Détrin war in den 1970er-Jahren regelmäßiger Teilnehmer beim 24-Stunden-Rennen von Spa-Francorchamps. Sein Debüt gab er 1972 auf einem BMW 2002. Die Teilnahme endete mit einem Ausfall. Die erste Zielankunft hatte er 1974 mit einem BMW 3.0 CSi. Nach einem Ausfall 1975 gewann er 1976 das Rennen gemeinsam mit Charles van Stolle und Nico Demuth auf einem BMW 3.0 CSL.
Zweimal startete er beim 24-Stunden-Rennen von Le Mans. Sowohl 1976 als auch 1977 mit den Ravenel-Brüdern. Bestes Ergebnis war der 14. Gesamtrang 1976.

## Statistik

### Le-Mans-Ergebnisse
| Jahr | Team               | Fahrzeug               | Teamkollege   | Teamkollege        | Platzierung             | Ausfallgrund |
| ---- | ------------------ | ---------------------- | ------------- | ------------------ | ----------------------- | ------------ |
| 1976 | Jean-Louis Ravenel | BMW 3.0 CSL            | Jacky Ravenel | Jean-Louis Ravenel | Rang 24 und Klassensieg |              |
| 1977 | Jean-Louis Ravenel | Porsche 911 Carrera RS | Jacky Ravenel | Jean-Louis Ravenel | Rang 14                 |              |